# Olbramice (ort i Tjeckien, lat 49,79, long 18,09)
Olbramice är en ort i Tjeckien. Den ligger i den östra delen av landet, 260 km öster om huvudstaden Prag. Olbramice ligger 310 meter över havet och antalet invånare är 538.
Terrängen runt Olbramice är lite kuperad. Runt Olbramice är det ganska tätbefolkat, med 124 invånare per kvadratkilometer. Närmaste större samhälle är Ostrava, 14,7 km öster om Olbramice. Trakten runt Olbramice består till största delen av jordbruksmark.